# Abbateggio
Abbateggio je italská obec v provincii Pescara v oblasti Abruzzo.
Nachází se na levém břehu říčky Lavino, pravého přítoku řeky Aterno-Pescara.

## Historie
Obec má svůj původ v opatství svatého Klimenta v Casaurii, založené roku 866 na ostrově (již neexistující) na řece Pescara. Někteří autoři spojují název obce se jménem opata Giovanniho (Abbate-Giovanni = Abbateggio).
První spolehlivé informace pochází z roku 986, kdy šlechtic Pennense Tresidio di Ota nechal na tomto území postavit hrad.
Roku 1929 byla obec zrušena a připojena k obci San Valentino in Abruzzo Citeriore. Znovu byla obnovena roku 1947.